# Notiothops penai
Notiothops penai is een spinnensoort uit de familie Palpimanidae. De soort komt voor in Chili.